# Polonia ai IV Giochi olimpici invernali
La Polonia partecipò ai IV Giochi olimpici invernali, svoltisi a Garmisch-Partenkirchen, Germania, dal 6 al 16 febbraio 1936, con una delegazione di 20 atleti impegnati in sei discipline.